# Wangkal (Krembung)
Wangkal is een bestuurslaag in het regentschap Sidoarjo van de provincie Oost-Java, Indonesië. Wangkal telt 3468 inwoners (volkstelling 2010).